# Tabiago
Tabiago (Tabiàgh in dialetto brianzolo) è una frazione del Comune di Nibionno (LC) in cui hanno sede gli uffici comunali.
La popolazione è di 682 abitanti. Rispetto al 2006 vi è stato un aumento di 15 unità (erano 667 al 31.12.06).
Tabiago è situata su una zona collinare sulla cui cima giace una Torre risalente a circa 800 anni fa ma ricostruita dopo la seconda guerra mondiale.
Tabiago fa parte della Parrocchia di San Simone e Giuda a cui si aggiungono Nibionno (capoluogo), Mongodio, Gaggio e anche la frazione Carpanea del comune di Inverigo. La frazione di Cibrone costituisce a sé la Parrocchia di San Carlo Borromeo. Tabiago fu annessa a Nibionno nel 1757.

## Storia
Presso Tabiago, il cui nome deriva da Octavianum, vi era la cosiddetta "Taverna di Tabiago" costituita da diverse catacombe situate al lato dell'odierna SS342 Como-Bergamo. In cima alla collina di Tabiago si trova invece la Torre di Tabiago la quale era nel passato un castello che fu distrutto e di cui oggi rimane solo una torre ristrutturata.

## Geografia fisica
Tabiago è situata su una collina alta fino a 326m che ne fa così il punto più alto del comune. È facilmente raggiungibile da tutte le frazioni.

## Economia
A Tabiago prevalgono l'industria e in maniera minore l'agricoltura.

## Località California
A sud di Tabiago si estende la piccola località della California, così chiamata perché ivi si stabilì nel primo Ottocento un emigrato italiano tornato dagli Stati Uniti che, avendo fatto fortuna, decise di costruire a Nibionno la sua California.
Conta all'incirca 70 abitanti.